# 立陶宛土產豬
立陶宛土產豬又稱立陶宛肉垂豬，是產於立陶宛的一個家豬品種，其體型中等，外形特色為頸部下方的肉垂與身上大塊的黑色斑紋。此品種為歐洲歷史相當悠久的豬品種，現已瀕臨絕種，立陶宛獸醫學院畜牧研究所自1994年起展開此品種的保種行動。

## 外形與生長
立陶宛土產豬體型中等，成年公豬可長至約277.8公斤，母豬則約為215.2公斤，體長約160公分，尾長約39公分，耳長約26公分，頸下有一肉垂，身上有大塊的黑色斑紋（有時也可能為其他顏色），性情溫馴，因不畏陽光而適合放牧。此品種的豬一胎約可生下約7至10隻仔豬，仔豬體重約1.3公斤，約於200天後被宰殺，屠宰率為74%，瘦肉率為42%至52%，其肉油脂含量較高（但其肌內脂肪含量不特別高，為1.7%至3.5%），依照歐洲的SEUROP肉品分級標準，加之便宜進口肉品的輸入競爭，立陶宛土產豬在市場上的競爭力並不高，目前飼養與維持此品種的努力大多是為了保護生物多樣性，而非基於商業經濟考量。

## 保種
第二次世界大戰之後立陶宛東南部還有許多此品種的豬，但大型養殖農場快速減少，至20世紀末時僅存一些零散的個體，並常與其他品種的豬混種。1994年底立陶宛獸醫學院（今已併入立陶宛醫學院）畜牧研究所（位於立陶宛中部拉德維利什基斯區的拜索嘎拉）開始保種行動，建立了一個由150至200隻豬組成的核心群（nuclear herd）。截至2017年底，除了獸醫學院的核心群外，立陶宛僅有兩座農場登記育有立陶宛土產豬，共有43頭母豬與11頭公豬。立陶宛土產豬因數量稀少，被聯合國糧食及農業組織列入世界濒危畜禽品种名单（World Watch List for Domestic Animal Diversity）。
立陶宛鄉間傳統會將立陶宛土產豬養大後製成煙燻培根、火腿與香腸等，且除瘦肉與肥肉外豬內臟也被用於多種立陶宛料理，但非洲豬瘟疫情爆發後豬隻被限制在室內養殖，因立陶宛土產豬一般為室外牧養的品種，在諸多飼養條件限制之下，飼養此品種的小型牧場大幅減少，且飼養者漸不願將其養到可以製成培根的大小，多在其較小時就經其他通路宰殺銷售。

## 相關品種
立陶宛的另一家豬品種立陶宛白豬為20世紀才出現的品種，由立陶宛土產豬與大白豬、德國短耳豬、德國長白豬與巴克夏猪等品種雜交，經人擇育種而選出。